# 피아노 (1993년 영화)
《피아노》(영어: The Piano)는 1993년 공개된 뉴질랜드의 시대극 영화로, 제인 캠피언 감독이 직접 각본을 쓰고 연출하였다. 그리고 홀리 헌터, 하비 카이텔, 샘 닐, 애나 패퀸, 케리 워커, 제너비브 레먼이 출연한다. 19세기 말, 오로지 피아노와 수화로만 이야기하는 농인 여성 에이다가 결혼을 위해 영국에서 식민지 시대의 뉴질랜드로 오면서 벌어지는 사랑과 질투를 다룬다.

## 줄거리
얼핏 보기에 진부한 삼각관계 이야기인 듯 싶은 <피아노>는 빅토리아 시대의 영국 식민지였던 뉴질랜드를 배경으로 시대와 공간이 여성에게 주는 억압, 특히 성적인 억압을 보여준다. 주인공 아다는 이름도 성도 모르는 새 남편과 아버지의 교환수단이 된다. 그리고 자기의 표현수단인 피아노는 자신의 허락도 없이 남편과 낯선 남자 사이에 거래된다. 그의 목소리는 입술을 통하지 않고 손가락의 움직임에 따라 열정적인 피아노 소리로, 딸에게 보내는 신호로, 종이 위에 연필로 쓰는 글로, 연인의 몸을 쓰다듬는 손길로 표현된다. 하지만 그런 자기 표현이 남편에게 충분히 위협적이며 이해하기 어려운 것이라는 것은 남편이 그의 손가락을 잘라버리는 데서 확실히 드러난다. 또한 이 영화는 남성들 사이의 차이를 보여주고 어떤 것이 여성들의 공감을 자아낼 수 있는지를 묻는다. 아다가 구획짓기에 익숙한 자본주의적 인물이자 도끼로 상징되는 스튜어트라는 남편을 버리고 원주민과 친한 베인즈를 선택하는 것은 두고두고 논쟁거리가 될 만하다. 할리우드적 관습을 버리지 않고, 오히려 그것을 이용한 이 영화의 접근법은 분명 아직도 낭만적인 사랑의 각본을 믿고 싶은 대다수의 사람들에게 이 영화가 친근하게 다가가는 데 상당한 영향을 미쳤다.

## 배역
- 홀리 헌터 - 에이다 맥그레스
- 하비 카이텔 - 조지 베인스
- 샘 닐 - 앨리스데어 스튜어트
- 애나 패퀸 - 플로라 맥그레스
- 케리 워커 - 모래그
- 제네비에브 레몬 - 네시
- 턴지아 베이커 - 히라
- 이언 먼 - 성직자

## MBC 성우진
- 김용식 - 베인즈(하비 카이텔)
- 기경옥 - 에이다(홀리 헌터)
- 권혁수 - 스튜어트(샘 닐)
- 박선영 - 플로라(애나 패퀸)
- 황미영 - 모레그(케리 워커)
- 양희문
- 최한
- 이자옥
- 방성준
- 조현정
- 정재헌

## 같이 보기
- 역대 최고의 영화 목록